# Alexander Lochian Wood
Alexander Lochian Wood (12 de juny de 1907 - 20 de juliol de 1987) fou un futbolista estatunidenc. Va formar part de l'equip estatunidenc a la Copa del Món de 1930.